# Hospital Amazónico de Yarinacocha
El Hospital de apoyo amazónico número dos de Yarinacocha, conocido como Hospital Amazónico de Yarinacocha, es uno de los hospitales de apoyo de Perú en el distrito de Yarinacocha, ubicado en Puerto Callao, provincia de Coronel Portillo, en el departamento de Ucayali - Perú.
En 1953, por gestión del Dr. Teodoro Binder, quien hizo gestiones ante su Gobierno (Alemania), instala el que se denominaría Hospital de Apoyo N.°2 de Yarinacocha, como consecuencia de la necesidad de atender a la población indígena de la Selva.
El hospital fue fundado por el alemán Theodor Binder en 1956. El nombre inicialmente era Hospital Amazónico "Albert Schweitzer". Binder quiso fundar un hospital en Sudamérica como el hospital de Albert Schweitzer en Lambaréné.
Este hospital brinda servicios de cobertura regional en la selva peruana con implementos de expansión. para poder realizar implantaciones quirúrgicas a sus pacientes.